# Калинин, Валерий Александрович
Валерий Александрович Калинин (род. 12 августа 1945, Горький) — российский хоровой дирижёр. Заслуженный работник культуры Российской Федерации (1994).
В 1965 году окончил Государственное музыкальное училище имени Гнесиных, в 1970 году — Московскую консерваторию имени П. И. Чайковского.
До 2013 года работал в Государственном музыкальном колледже им. Гнесиных, где руководил отделом «Хоровое дирижирование». Преподаёт в Московской консерватории.

## Победы на конкурсах
- Лауреат Международного конкурса в Вентспилсе, Латвия (1994)
- Лауреат Международного конкурса в Кишинёве, Молдова (1995)
- Лауреат Международного конкурса в Гессене, Германия (1997)
- Лауреат Международного конкурса в Белгороде (2001)